# Santi Angeli Custodi a Città Giardino (titre cardinalice)
Le titre cardinalice de Santi Angeli Custodi a Città Giardino est érigé par le pape Paul VI en 5 février 1965 par la constitution apostolique Urbis (Templum sanctorum Angelorum Custodum). Il rattaché à la diaconie de l'église Santi Angeli Custodi qui se trouve dans le quartier de Monte Sacro au nord-est de Rome.

## Titulaires
| - Alfredo Pacini (1967) - Sebastiano Baggio, titre pro illa vice (1969-1973) - Agostino Cacciavillan (2001-2011), titre pro illa vice (2011-2022) - Angelo Acerbi (depuis 2024) |